# Chaetogaedia tessellata
Chaetogaedia tessellata är en tvåvingeart som först beskrevs av Giglio-tos 1893.  Chaetogaedia tessellata ingår i släktet Chaetogaedia och familjen parasitflugor. Inga underarter finns listade i Catalogue of Life.